# Estación de Monfragüe
Monfragüe, históricamente conocida como Plasencia-Empalme o Palazuelo-Empalme, es una estación de ferrocarril situada en el municipio español de Malpartida de Plasencia, en la provincia de Cáceres. En los alrededores de las instalaciones ferroviarias se fue articulando un pequeño núcleo de población, el denominado poblado ferroviario de Monfragüe, que desde 2004 es candidato a Bien de Interés Cultural en la categoría de sitios históricos.
Tradicionalmente, esta estación ha constituido un destacado nudo ferroviario en el que enlazaban las líneas Madrid-Valencia de Alcántara y Plasencia-Astorga. Debido a ello, Plasencia-Empalme contó con importantes instalaciones ferroviarias que incluían un depósito de locomotoras, almacenes de mercancías y una amplia playa de vías. No obstante, en las últimas décadas la estación ha perdido buena parte de su anterior importancia tras la clausura, en 1985, de la mayor parte del trazado Plasencia-Astorga. En la actualidad cuenta con servicios de Larga y Media Distancia operados por Renfe.

## Situación ferroviaria
La estación, que se encuentra a 412,03 metros de altitud, forma parte de los trazados de las siguientes líneas:
- Línea de ancho ibérico Madrid-Valencia de Alcántara, punto kilométrico 251,6.[5]
- Línea de ancho ibérico Palazuelo-Astorga, punto kilométrico 0,0.[5]

De esta última línea únicamente queda en servicio el tramo entre las estaciones de Monfragüe y Plasencia.

## Historia
La estación fue inaugurada el 20 de octubre de 1881 con la apertura al tráfico del tramo Malpartida de Plasencia-Arroyo de la línea que pretendía prolongar la línea Madrid-Malpartida de Plasencia hasta la frontera portuguesa por Cáceres y Valencia de Alcántara buscando así un enlace con Portugal más directo al ya existente por Badajoz. Las obras corrieron a cargo de la Compañía de los Ferrocarriles de Madrid a Cáceres y Portugal. En 1893 MCP empezó la construcción de otro trazado, está vez transversal entre Plasencia y Astorga que concluyó en 1896 y que tenía a Plasencia-Empalme como su cabecera sur. A pesar de contar con estos importantes trazados la compañía nunca gozó de buena salud financiera, siendo intervenida por el Estado en 1928, que transfirió sus líneas e instalaciones a la recién creada Compañía Nacional de los Ferrocarriles del Oeste. En 1941, con la nacionalización de la totalidad de la red ancho ibérico, la estación pasó a ser gestionada por RENFE. Desde el 31 de diciembre de 2004 Renfe Operadora explota la línea mientras que Adif es la titular de las instalaciones ferroviarias. La titularidad de la infraestructura pasó a Adif Alta Velocidad en junio de 2014.

## La estación

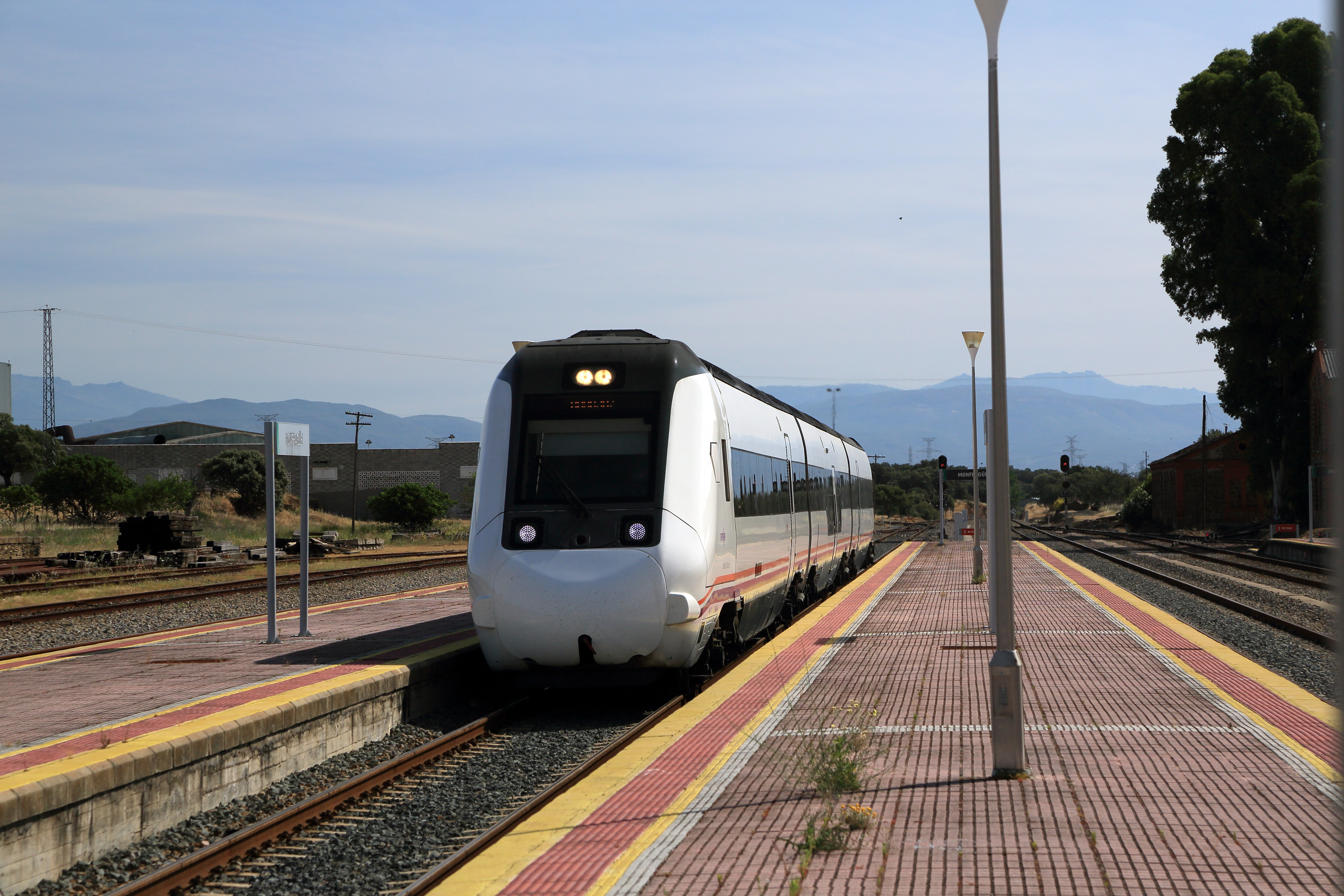
Un tren de la Serie 599 durante una parada en Monfragüe, en 2017.

El edificio de viajeros se sitúa en posición lateral a la vía. El andén lateral del edificio de viajeros da acceso a la vía 3 y el andén central a las vías 1 y 2. Existe un segundo andén lateral que da acceso a la vía 4. Otras tres vías más no tienen acceso a andén.

## Servicios ferroviarios

### Media Distancia
En esta estación efectúan parada trenes que cubren los servicios Regional Exprés (antiguamente denominado TRD) y MD de la línea 52 de Media Distancia.
| Línea MD | Trenes          | Origen/Destino          |  | Destino/Origen                   |
| -------- | --------------- | ----------------------- |  | -------------------------------- |
| 52       | MD              | Madrid-Atocha Cercanías |  | Sevilla-Santa Justa Zafra Huelva |
| 52       | Regional Exprés | Madrid-Atocha Cercanías |  | Cáceres Mérida                   |